# Lipocrea
Lipocrea es un género de arañas araneomorfas de la familia Araneidae. Se encuentra en Asia y África.

## Lista de especies
Según The World Spider Catalog 12.0:
- Lipocrea diluta Thorell, 1887
- Lipocrea epeiroides (O. Pickard-Cambridge, 1872)
- Lipocrea fusiformis (Thorell, 1877)
- Lipocrea longissima (Simon, 1881)